# Программируемая аналоговая интегральная схема

ПАИС Anadigm 2-го и 3-го поколения

Программируемая аналоговая интегральная схема (ПАИС; англ. Field-programmable analog array) — набор базовых ячеек, которые могут быть сконфигурированы и соединены между собой для реализации наборов аналоговых функций: фильтров, усилителей, интеграторов, сумматоров, ограничителей, делителей, выпрямителей, и т. д. Особенностью схемы является полное или частичное изменение аналоговой схемы во время функционирования или изменение характеристик некоторых элементов схем (например, полосы пропускания или добротности фильтра).